# Liste der Monuments historiques in Lhommaizé
Die Liste der Monuments historiques in Lhommaizé führt die Monuments historiques in der französischen Gemeinde Lhommaizé auf.

## Liste der Bauwerke
| Bezeichnung                 | Beschreibung                  | Standort        | Kennzeichnung | Schutzstatus | Datum | Bild |
| --------------------------- | ----------------------------- | --------------- | ------------- | ------------ | ----- | ---- |
| Schloss                     | Erbaut im 17./18. Jahrhundert | La Forge (Lage) | PA00105493    | Classé       | 1990  |      |
| Maison sise à La Boussagère | Erbaut im 15. Jahrhundert     | (Lage)          | PA00105494    | Inscrit      | 1935  |      |

## Liste der Objekte
- Monuments historiques (Objekte) in Lhommaizé in der Base Palissy des französischen Kultusministeriums